# 電気製品の一覧
電気製品の一覧（でんきせいひんのいちらん）では、電気製品を列挙する。

## あ行
- アイロン
- あんか
- インターホン
- ウォーターオーブン
- ウォーターピック
- ウォークマン → デジタルオーディオプレーヤー
- 薄型テレビ
- エア・コンディショナー （エアコン）
- エアサーキュレーター
- 映像機器
- ACアダプタ
- MP3プレーヤー → デジタルオーディオプレーヤー
- オーディオ → 音響機器、ミニコンポ、ラジカセ
- オーバーヘッドプロジェクター (OHP)山田
- オーブン
- オーブントースター
- オーブンレンジ
- オイルヒーター（オイル密閉、非燃焼）
- 温水洗浄便座

## か行
- カーオーディオ（車載機器の一種）
- カーナビゲーション
- カーボンヒーター
- 加算機
- 加算器
- 加湿器
- 換気扇
- キャッシュレジスター
- 吸湿器 → 除湿機
- 給茶機
- 給湯器
- 吸入器（家庭用の呼吸器用治療器）
- 空気清浄機
- 携帯音楽プレーヤー → デジタルオーディオプレーヤー
- 携帯情報端末 - PDA
- 携帯電話 - 携帯電話端末 → スマートフォンも参照
- ゲーム機 → 家庭用ゲーム機・携帯ゲーム機も参照
- 高圧洗浄機
- コードレス電話
- コーヒーメーカー
- コーヒーウォーマー（喫茶店でコーヒーを温めておくプレート）
- 氷かき機
- こたつ
- コピー機
- コンパクトカセット

## さ行
- 作表機
- 散髪器具
- CDプレーヤー
- シェーバ、ヒゲトリマー
- 室外機
- 芝刈り機
- 乗算機
- 乗算器
- 消毒液スタンド
- 照明器具
- 除湿機
- 食器洗浄機
- 炊飯器
- ストックティッカー
- スマートフォン
- スピーカー
- スロークッカー
- 精米機
- 石油ファンヒーター
- セラミックヒーター
- 洗濯機
- 扇風機
- 掃除機

## た行
- 体脂肪計
- DTP
- DVDプレーヤー
- DVDレコーダー
- タイプライター
- テキストエディタ
- デジタルカメラ
- テレビ受像機
- テレビデオ
- テレビゲーム
- 電気あんか
- 電気椅子
- 電気カーペット
- 電気ストーブ（赤熱式、遠赤外線）
- 電気時計
- 電気ポット
- 電気毛布 電気掛敷毛 電気ひざかけ
- 電撃殺虫器
- 電磁調理器
- 電子蚊取り 液体 マット
- 電子辞書
- 電子書籍リーダー
- 電子手帳
- 電子レンジ
- 電卓 - 電子卓上計算機
- 電動歯ブラシ
- 電動マッサージ機
- 電動磨き機
- 電話
- 電光掲示板
- 読書機
- 読書器
- トースター
- 塗装機
- ドライヤー
- トランシーバー (無線機)

## な行
- 生ごみ処理機
- ナンバークランチャー

## は行
- パーソナルコンピュータ（パソコン）
- パネルヒーター
- ハロゲンヒーター
- ハンドドライヤー
- パン焼き機
- PDA - 携帯情報端末
- ビデオカメラ
- ビデオテープレコーダ
- ファクシミリ
- 複写機
- 布団乾燥機
- プラズマディスプレイ
- プロジェクタ
- ヘアドライヤー
- ヘアーアイロン
- ホームシアター
- ホームベーカリー
- ホットカーペット
- ホットサンドメーカー
- ホットプレート
- ポンプ 風呂水ポンプ 水道ポンプ 揚水ポンプ

## ま行
- マッサージチェア
- ミキサー (調理器具)
- ミニコンポ
- ミニディスクプレイヤー/レコーダー (MD)
- ミル（粉砕器）
- 餅つき器

## や行
- 床磨き機
- ヨーグルトメーカー

## ら行
- ラジオ
- ラジカセ - ラジオカセット
- ラテカセ - ラジカセにテレビがついたもの（ここでいう「ラテ」とは"ラジオとテレビ"の事）
- ランタン
- リアプロジェクションテレビ
- 冷水機
- 冷蔵庫
- 冷風機 スポットクーラー コンビニクーラー
- 冷風扇 水や氷を使用 打ち水

## わ行
- ワードプロセッサ